# Badminton na Letnich Igrzyskach Olimpijskich 2004 – gra pojedyncza kobiet
W indywidualnych kobiecych zawodach w badmintona na igrzyskach olimpijskich w Atenach wystartowały 32 zawodniczki z 21 krajów.

## Medaliści
| Złoty   | Zhang Ning | Chiny    |
| Srebrny | Mia Audina | Holandia |
| Brązowy | Zhou Mi    | Chiny    |

## Wyniki

### 1/16 finału
| Zawodnik 1       | Wynik             | Zawodnik 2          |
| ---------------- | ----------------- | ------------------- |
| Gong Ruina       | 11:9, 11:4        | Li Li               |
| Salakjit Ponsana | 11:7, 5:11, 11:8  | Miho Tanaka         |
| Jun Jae-youn     | 11:4, 11:5        | Charmaine Reid      |
| Cheng Shao-chieh | 11:9, 11:8        | Ling Wan Ting       |
| Mia Audina       | 11:4, 11:1        | Nigella Saunders    |
| Aparna Popat     | 11:6, 11:3        | Michelle Edwards    |
| Camilla Martin   | 11:4, 11:7        | Kanako Yonekura     |
| Tracey Hallam    | 11:7, 6:11, 11:9  | Juliane Schenk      |
| Petja Nedełczewa | 8:11, 11:7, 13:11 | Tine Rasmussen      |
| Seo Yoon-hee     | 11:6, 6:11, 11:7  | Pi Hongyan          |
| Kaori Mori       | 11:5, 11:4        | Anu Weckström       |
| Zhou Mi          | 9:11, 11:5, 11:2  | Xu Huaiwen          |
| Yao Jie          | 11:6, 11:8        | Jiang Yanmei        |
| Wang Chen        | 11:1, 11:4        | Lorena Blanco       |
| Kelly Morgan     | 11:5, 11:3        | Lenny Permana       |
| Zhang Ning       | 4:11, 11:3, 11:7  | Marina Andrievskaya |

### 1/8 finału
| Zawodnik 1       | Wynik             | Zawodnik 2       |
| ---------------- | ----------------- | ---------------- |
| Gong Ruina       | 11:8, 11:3        | Salakjit Ponsana |
| Jun Jae-youn     | 11:3, 6:11, 4:11  | Cheng Shao-chieh |
| Mia Audina       | 9:11, 11:1, 11:3  | Aparna Popat     |
| Camilla Martin   | 2:11, 11:5, 10:13 | Tracey Hallam    |
| Petja Nedełczewa | 7:11, 11:5, 11:8  | Seo Yoon-hee     |
| Kaori Mori       | 2:11, 4:11        | Zhou Mi          |
| Yao Jie          | 11:8, 10:12, 8:11 | Wang Chen        |
| Kelly Morgan     | 6:11, 8:11        | Zhang Ning       |

### 1/4 finału
| Zawodnik 1       | Wynik            | Zawodnik 2       |
| ---------------- | ---------------- | ---------------- |
| Gong Ruina       | 11:3, 11:3       | Cheng Shao-chieh |
| Mia Audina       | 11:0, 11:9       | Tracey Hallam    |
| Petja Nedełczewa | 4:11, 1:11       | Zhou Mi          |
| Wang Chen        | 11:9, 6:11, 7:11 | Zhang Ning       |

### 1/2 finału
| Zawodnik 1 | Wynik      | Zawodnik 2 |
| ---------- | ---------- | ---------- |
| Gong Ruina | 4:11, 2:11 | Mia Audina |
| Zhou Mi    | 6:11, 4:11 | Zhang Ning |

### o 3. miejsce
| Zawodnik 1 | Wynik            | Zawodnik 2 |
| ---------- | ---------------- | ---------- |
| Zhou Mi    | 11:2, 8:11, 11:6 | Gong Ruina |

### Finał
| Zawodnik 1 | Wynik            | Zawodnik 2 |
| ---------- | ---------------- | ---------- |
| Mia Audina | 11:8, 6:11, 7:11 | Zhang Ning |